# Благочиння
Благочиння (протопопія в православних до XIX століття, деканат в католиків та греко-католиків) — церковна адміністративна одиниця, яка об'єднує декілька парафій (приходів) і є складовою єпархії. Головою благочиння є благочинний.
В Україні до середини XVIII століття місцевий нагляд над духовенством по окремих округах, на які поділялася єпархія, здійснювали намісники, замовники, десятильники, протопопи та попівські старости. З часів імператриці Єлизавети Петрівни колишні замовники стали, як правило, іменуватися благочинними. Після скасування посади попівських старост у 1764 році священики, керуючі частинами єпархії, іменуються лише благочинними. Відповідно самі частини єпархії називаються благочиннями або благочинними округами.
Статут про управління РПЦ, прийнятий Помісним Собором РПЦ у 1988 році, не вніс істотних змін у порядок управління благочинних округів, але більш детально регламентував його. Статут передбачав поділ єпархії на благочинні округи, які очолювали благочинні, яких призначав правлячий архієрей. Статут не ввів постійно діючі колегіальні органи управління в благочиннях, але з благословення правлячого архієрея благочинний міг скликати священиків свого округу на благочинні ради.

## В ПЦУ
В ПЦУ єпархія ділиться на благочиння (деканати) на чолі з благочинними, які обираються духовенством благочиння і призначаються єпархіальним архиєреєм. Межі благочинь (деканатів) визначаються адміністративним поділом області. До обов'язків благочинного (декана) належить: турбота про збереження чистоти православної віри і належне духовно-моральне виховання вірних; нагляд за відправленням богослужінь, за станом церковної проповіді, за достойним станом вівтаря, престолу, жертовника та всього храму в цілому; турбота про виконання постанов і розпоряджень єпархіальної влади; контроль за своєчасним надходженням парафіяльних внесків на утримання єпархії; надання порад священнослужителям як стосовно виконання ними своїх обов'язків, так і стосовно їх особистого життя; вирішення суперечок між духовенством і парафіяльними радами без формального судочинства і з доповіддю про найбільш значущі та вагомі інциденти єпархіальному архиєрею; розслідування церковних правопорушень за вказівкою єпархіального архиєрея; клопотання перед єпархіальним архиєреєм про церковні нагороди духовенства і мирян; внесення пропозицій єпархіальному архиєрею щодо заміщення вакантних посад у парафіях священиками, дияконами, псаломщиками і регентами; піклування про задоволення релігійних потреб вірних у парафіях, де тимчасово відсутні священнослужителі; спостереження за будівництвом і ремонтом храмів у межах благочиння; турбота про забезпечення храмів усім необхідним для звершення богослужінь і нормального парафіяльного діловодства; піклування про розповсюдження газет, журналів та іншої духовної літератури і виконання інших обов'язків, покладених на нього єпархіальним архиєреєм.
Благочинний повинен не менше одного разу на рік відвідувати всі парафії свого благочиння для перевірки належного відправлення богослужінь, внутрішнього і зовнішнього вигляду храмів, а також для перевірки належного ведення парафіяльних справ.
З благословення єпархіального архиєрея, на прохання настоятеля, парафіяльної ради або парафіяльних зборів благочинний може проводити засідання парафіяльних зборів. З благословення єпархіального архиєрея благочинний може скликати священиків для розгляду загальних церковних потреб благочиння. Щорічно благочинний представляє єпархіальному архиєрею звіт про стан благочиння і про свою діяльність. Діяльність благочинного фінансується з коштів його парафії, а за необхідності — із загальноєпархіальних внесків.